# Mind Games (serie televisiva)
Mind Games è una serie televisiva statunitense creata da Kyle Killen per la ABC e trasmessa a partire dal 25 febbraio 2014.
La serie è stata cancellata dopo soli 5 episodi. Poi l'emittente ha cambiato idea, e la prima stagione si è allungata fino a 13.

## Trama
I fratelli Edwards, Clark - un ex professore universitario esperto di fama mondiale nel campo del comportamento umano, della psicologia e della motivazione, il quale però soffre di un disturbo bipolare e Ross - un ex imprenditore uscito da poco dalla prigione per frode, decidono di aprire la Edwards Agency, un'agenzia di "problem solving" nel quale utilizzano la scienza della manipolazione per aiutare i loro clienti.

## Personaggi e interpreti
- Clark Edwards, interpretato da Steve Zahn
- Ross Edwards, interpretato da Christian Slater
- Megan Shane, interpretata da Megalyn Echikunwoke
- Miles Hood, interpretato da Gregory Marcel
- Samantha "Sam" Gordon, interpretata da Jaime Ray Newman
- Latrell Griffin, interpretata da Cedric Sanders
- Claire Edwards, interpretato da Wynn Everett

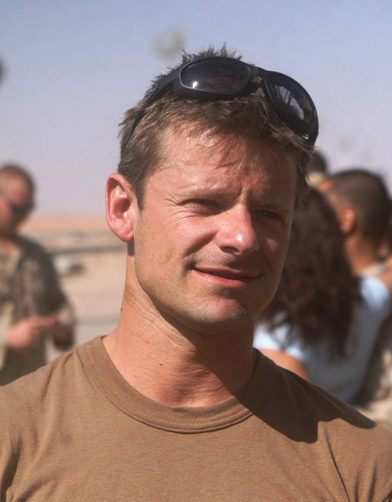
Steve Zahn interpreta Clark Edwards
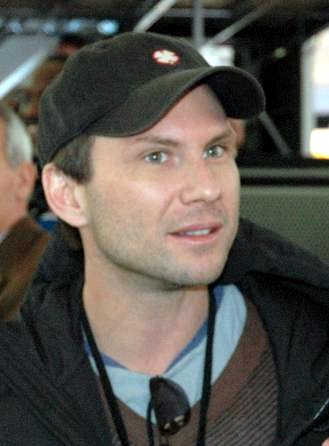
Christian Slater interpreta Ross Edwards
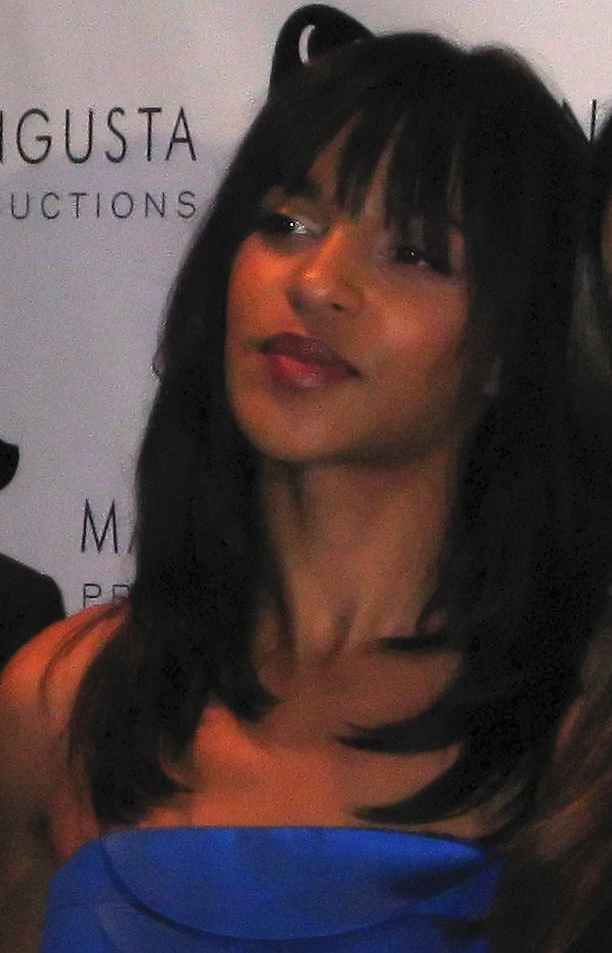
Megalyn Echikunwoke interpreta Megan Shane
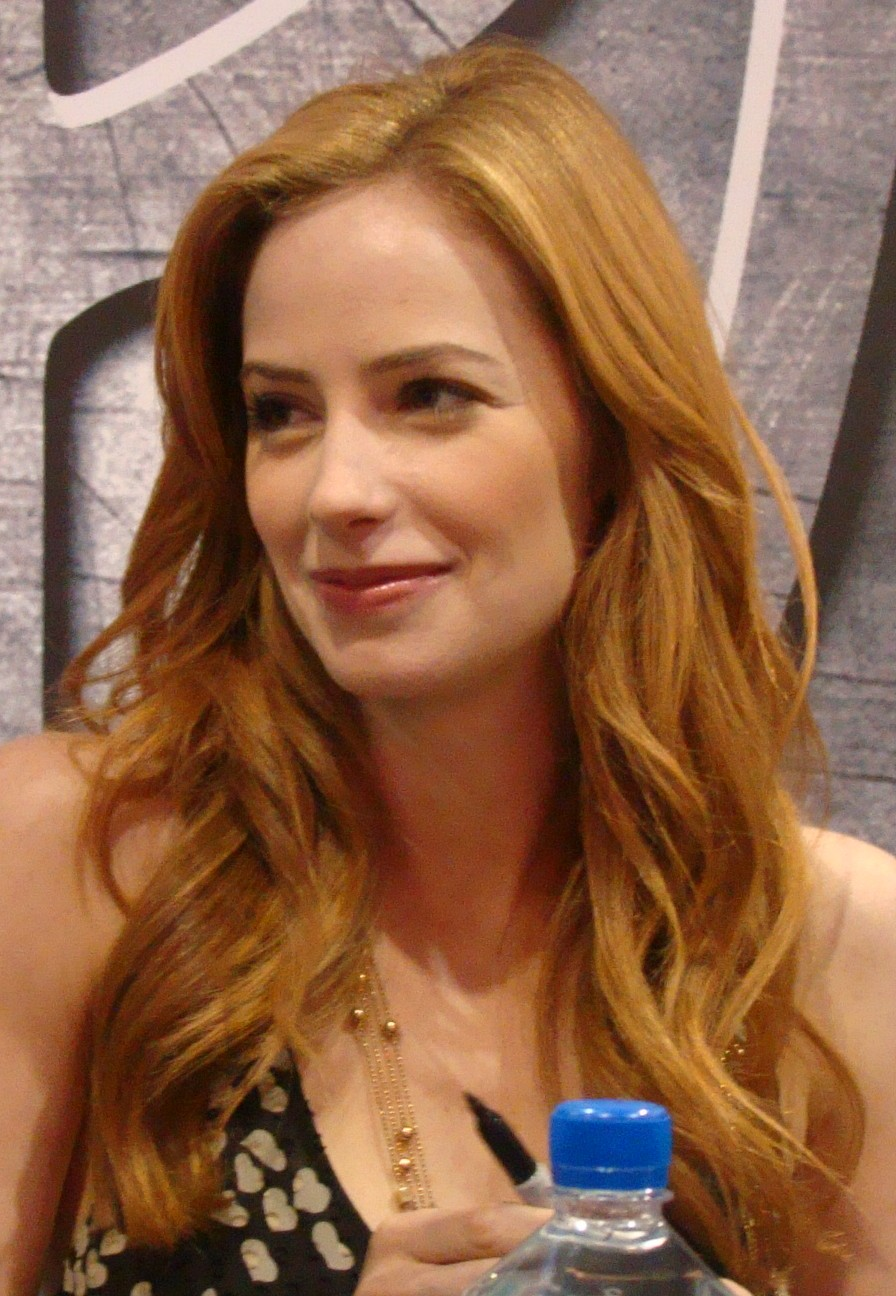
Jaime Ray Newman interpreta Samantha "Sam" Gordon

### Ricorrenti
- Beth Scott, interpretato da Katherine Cunningham
- Isaac Vincent, interpretato da Vinnie Jones
- Nate, interpretato da Luis Guzmán
- Susan, interpretata da Mimi Kennedy

## Episodi
| Stagione       | Episodi | Prima TV originale | Prima TV Italia |
| -------------- | ------- | ------------------ | --------------- |
| Prima stagione | 13      | 2014               | inedita         |

## Produzione
Il progetto fu presentato per la prima volta ai vertici di ABC nel settembre 2012 con il titolo di Influence, mentre l'episodio pilota è stato ordinato il 25 gennaio 2013. La serie fu ordinata ufficialmente il 10 maggio 2013 durante gli upfront dal network ABC. Quattro giorni dopo l'ordine la serie è stata programmata per essere trasmessa a metà stagione.
Il debutto della serie era programmato per l'11 marzo 2014 ma, successivamente ABC decise di anticipare la messa in onda riprogrammando la trasmissione del primo episodio per il 25 febbraio.